# Carniella brignolii
Carniella brignolii là một loài nhện trong họ Theridiidae.
Loài này thuộc chi Carniella. Carniella brignolii được miêu tả năm 1988 bởi Konrad Thaler & Steinberger.